# River Cray
Der River Cray ist ein Wasserlauf in Greater London und Kent, England. Er entsteht im Norden von Orpington und fließt zunächst in nördlicher Richtung. Zwischen Bexley im Westen und Crayford im Osten nimmt er eine nordöstliche Richtung ein, in der er bis zu seiner Mündung in den River Darent fließt.
Im 16. Jahrhundert zog sein klares Wasser leinenverarbeitende Industrie an, die hier Stoffe bleichte und bedruckte.